# Michail Ivanovič Leont'ev
Michail Ivanovič Leont'ev (in russo Михаил Иванович Леонтьев?; 11 settembre 1672 – 23 settembre 1752) è stato un ufficiale russo.

## Biografia
La sua carriera si deve alla sua parentela con la famiglia reale. Era il pronipote dell'imperatrice Natal'ja, la madre di Pietro I.

## Carriera
Iniziò il suo servizio a stolnik. Nel 1700, è stato promosso al grado di guardiamarina nel 1º reggimento dei Dragoni. L'anno dopo fu promosso al grado di tenente. Nel 1705 fu promosso al grado di capitano, maggiore nel 1706 e a tenente colonnello nel 1708. Ha combattuto a Narva e per due volte venne ferito. Si distinse a Poltava, dove ricevette una terza ferita.
Nel 1709 venne trasferito al reggimento dei corazzieri. Nel 1720, è stato promosso a brigadiere e nel 1724, è stato nominato membro del consiglio militare. Nel 1726, è stato promosso a maggior generale e l'anno successivo è stato nominato vice-governatore di Mosca.
Alla incoronazione di Pietro II (1728), reggeva il baldacchino sopra l'imperatore per la Cattedrale della Dormizione. Dopo l'incoronazione, Michail comandò il reggimento dei Dragoni in Ucraina.
Nel 1730, entrò nel Consiglio della Corona Suprema, viaggiando per conto della futura imperatrice Anna Ivanovna a Jelgava, poi combatté in Crimea, nel 1741, con il grado di comandante in capo. Combatté nella Guerra russo-turca, perdendo 9.000 soldati.
Nel 1740 fu nominato senatore. Nel 1741 divenne governatore generale di Kiev.

## Matrimonio
Sposò Marija Vasil'evna Ėverlakova (1º agosto 1687-25 gennaio 1746), nipote di Aleksandr Danilovič Menšikov e zia di Nikita Ivanovič Panin. Ebbero cinque figli:
- Anastasija Michajlovna (1712-1775), sposò Ivan Andreevič Daškov, ebbero un figlio;
- Anna Michajlovna (1715-1782), sposò il principe Pëtr Ivanovič Gagarin, ebbero cinque figli;
- Nikolaj Michajlovič (1717-1769), sposò Ekaterina Aleksandrovna Rumjanceva, ebbero un figlio;
- Elizaveta Michajlovna (1727-1800), sposò Pëtr Dmitrievič Eropkin, non ebbero figli;
- Marija Michajlovna (1737-1787), sposò Sergej Michajlovič Naryškin.